# Matthias Steinbach

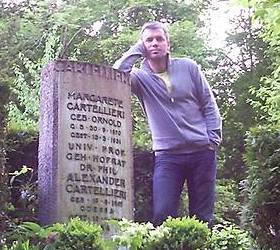
Matthias Steinbach im Jahr 2012

Matthias Steinbach (* 1966 in Jena) ist ein deutscher Historiker.

## Leben und Wirken
Matthias Steinbach legte sein Abitur 1986 an der Kinder- und Jugendsportschule „Werner John“ in Jena ab. Zudem spielte er Fußball für den FC Carl Zeiss Jena in der DDR-Junioren-Oberliga und der BSG Wismut Gera in der DDR-Liga. Nach dem NVA-Grundwehrdienst studierte Matthias Steinbach von 1988 bis 1993 an der Universität Jena die Fächer Geschichte, Sport- und Erziehungswissenschaften, Philosophie und Kunstgeschichte. Es folgten Studienaufenthalte am Deutschen Historischen Institut Rom, in Sevilla, Paris und Metz. Nach Erstem und Zweitem Staatsexamen für das Lehramt an Gymnasien wurde Steinbach im Jahre 1998 bei Hans-Werner Hahn mit einer Studie über den Historiker Alexander Cartellieri promoviert. Seine Habilitation erfolgte im Jahr 2005 zum Thema Pädagogik, Bildungsreform und soziale Frage als universitäre Herausforderung. Von 1998 bis 2007 war er Mitarbeiter am Historischen Institut der Friedrich-Schiller-Universität Jena und Lehrer am Christlichen Gymnasium in Jena. Nach einer Vertretungsprofessur für Didaktik der Geschichte im Wintersemester 2006/07 an der Universität Frankfurt am Main wurde er 2007 auf die Professur für Geschichte und Geschichtsdidaktik an der Technischen Universität Braunschweig berufen.
In Forschung und Lehre liegen Steinbachs thematische Schwerpunkte auf der deutschen und europäischen Geschichte des 19. und 20. Jahrhunderts und hier insbesondere auf der Kultur- und Bildungsgeschichte, der Geschichtsphilosophie sowie der politischen Ideengeschichte. Zu seinen erfolgreichen Drittmittelprojekten zählen die 2014 gemeinsam mit Uwe Dathe besorgte Edition der Tagebücher von Alexander Cartellieri, die Gerhard A. Ritter in einer Rezension als ausgezeichnet rühmte.; außerdem die Erschließung und Edition der politischen Papiere Clemens von Delbrücks sowie das in Kooperation mit der Stadt Helmstedt und dem Verein Grenzenlos bearbeitete Projekt Geteilte Erinnerungen – Grenzerfahrungen zwischen Harz und Heide. In einem durch die Stiftung „Zukunftsfonds Asse“ geförderten Forschungsprojekt Eulenspiegel zwischen Elm und Asse entwickelt Steinbach gemeinsam mit dem Till-Eulenspiegel-Museum Schöppenstedt eine digitale und vergleichende Eulenspiegel-Topografie der Braunschweiger Region in interkulturellen Kontexten. Steinbach veröffentlichte 2020 eine Darstellung über die Beschäftigung mit dem Philosophen Friedrich Nietzsche in der DDR.

## Schriften (Auswahl)
Monografien
- Eineinhalbjährig – unfreiwillig. Ein Soldatentagebuch (1986–1988). Verlag Neue Literatur, Jena 2001, ISBN 3-934141-16-1.
- Des Königs Biograph. Alexander Cartellieri (1867–1955). Historiker zwischen Frankreich und Deutschland (= Jenaer Beiträge zur Geschichte. Bd. 2). Peter Lang, Frankfurt am Main u. a. 2001, ISBN 3-631-37496-8 (zugleich: Jena, Universität, Dissertation, 1998: Geschichtswissenschaft zwischen Frankreich und Deutschland).
- Abgrund Metz. Kriegserfahrung, Belagerungsalltag und nationale Erziehung im Schatten einer Festung 1870/71 (= Pariser historische Studien. Bd. 56). Oldenbourg, München 2002, ISBN 3-486-56609-1.
- Ökonomisten, Philanthropen, Humanitäre. Professorensozialismus in der akademischen Provinz. Metropol, Berlin 2008, ISBN 978-3-938690-84-0 (zugleich: Jena, Universität, Habilitationsschrift).
- Der Fall Hodler. Krieg um ein Gemälde 1914–1919. Metropol, Berlin 2014, ISBN 978-3-86331-197-1.
- Von der Spiegelgasse in den Kreml. Lenins Reise nach Russland 1917. Metropol, Berlin 2017, ISBN 978-3-86331-341-8.
- „Also sprach Sarah Tustra“. Nietzsches sozialistische Irrfahrten. Mitteldeutscher Verlag, Halle 2020, ISBN 978-3-96311-424-3.[7]

Herausgeberschaften
- Universitätserfahrung Ost. DDR-Hochschullehrer im Gespräch (= Manuskript. Bd. 1). Bussert & Stadeler, Jena u. a. 2005, ISBN 3-932906-61-6.
- Zweimal Amerika. deutsche Reisetagebücher 1926 und 1990 (= Manuskript. Bd. 3). Bussert & Stadeler, Jena u. a. 2007, ISBN 978-3-932906-78-7.
- mit Michael Ploenus: Ketzer, Käuze, Querulanten. Außenseiter im universitären Milieu (= Manuskript. Bd. 5). Bussert & Stadeler, Jena u. a. 2008, ISBN 978-3-932906-84-8.
- Wie der gordische Knoten gelöst wurde. Anekdoten der Weltgeschichte historisch erklärt (= Reclam-Taschenbuch. Nr. 20227). Reclam, Stuttgart 2011, ISBN 978-3-15-020227-2.
- Kartoffeln mit Flöte. Friedrich der Große. Stimmen, Gegenstimmen, Anekdotisches (= Reclam-Taschenbuch. Nr. 20237). Reclam, Stuttgart 2011, ISBN 978-3-15-020237-1.
- mit Michael Ploenus: Prüfstein Marx. Zu Edition und Rezeption eines Klassikers. Metropol, Berlin 2013, ISBN 978-3-86331-118-6.
- mit Uwe Dathe: Alexander Cartellieri. Tagebücher eines deutschen Historikers. Vom Kaiserreich bis in die Zweistaatlichkeit (1899–1953) (= Deutsche Geschichtsquellen des 19. und 20. Jahrhunderts. Bd. 69). Oldenbourg, München 2014, ISBN 978-3-486-71888-1.
- Mobilmachung 1914. Ein literarisches Echolot (= Reclam-Taschenbuch. Nr. 20287). Reclam, Stuttgart 2014, ISBN 978-3-15-020287-6.
- mit Michael Ploenus: Erinnerung sichtbar machen. Braunschweiger Vorträge zur Teilung und Wiedervereinigung Deutschlands 2009/2010 (= Braunschweiger Beiträge zur Kulturgeschichte. Bd. 5). Lang, Frankfurt am Main 2016, ISBN 978-3-631-66827-6.
- „Hitler war'n Spast und 'n Massenmörder. Was soll ich seine Biographie lesen“. Mein Kampf in der Schule. Eine Diskussion. Einert & Krink, Schellerten 2018, ISBN 978-3-947803-01-9.
- mit Sandra Donner: Das Opernglas der Herzogin. Biografien in Selbstzeugnissen und Objekten. Einert & Krink, Schellerten 2019, ISBN 978-3-947803-03-3.